# NGC 6107
NGC 6107 (również PGC 57728 lub UGC 10311) – galaktyka eliptyczna (E), znajdująca się w gwiazdozbiorze Korony Północnej. Odkrył ją Édouard Jean-Marie Stephan 1 lipca 1880 roku. Jest najjaśniejszą galaktyką w gromadzie galaktyk, do której należy.